# Język frygijski
Język frygijski – wymarły indoeuropejski język Frygów, używany w starożytnej Anatolii. Uważa się, że język ten był spokrewniony z językiem trackim, posiada również liczne cechy wspólne z greką i językiem ormiańskim.
Język ten rozwinął się najprawdopodobniej pod koniec II tysiąclecia p.n.e. w związku z wędrówką ludów z terenów Tracji do Azji Mniejszej. W późniejszych stuleciach był językiem zaawansowanego cywilizacyjnie królestwa Frygii, stracił jednak na ważności po podbojach perskich w VI w. p.n.e. i późniejszych greckich. Wymarł ostatecznie w VI w. n.e.
Do dzisiejszych czasów zachowały się nieliczne inskrypcje z IX w. p.n.e. (język starofrygijski, rozpadający się na kilka dialektów) w alfabecie frygijskim oraz z początków naszej ery (język nowofrygijski) w alfabecie greckim.